# Филира
Фили́ра (др.-греч. Φιλύρα «липа») в греческой мифологии — океанида. Дочь Океана, одна из старших его дочерей.
Жена Навплия и возлюбленная Кроноса, мать кентавра Хирона. Во Фракии она родила от превратившегося в коня Крона Хирона. Когда она увидела внешность ребёнка, то попросила Зевса превратить её в липу. Либо это было на острове у южного побережья Понта Евксинского, который стал называться Филирой.
По другой версии, боясь ревности Реи, Кронос превратил Филиру в кобылу. Филира помогала Хирону в воспитании Ахилла и Ясона. Согласно некоторым мифам, она также была покровительницей письма и благовоний.
Действующее лицо комедии Эфиппа «Филира».